# Kadomské vrásnění
Kadomské vrásnění (též assynthské) neboli kadomská orogeneze je horotvorná událost Země na rozhraní prekambria a paleozoika. Probíhala od středního neoproterozoika (cca 750 Ma) až do sp. kambria (540 – 530 Ma) na okraji superkontinentu Gondwana. Vrásnění postihlo staré jednotky i na území České republiky, vedlo k ústupu moře, vrstevním deformacím a metamorfózám (tlakovým i teplotním), které provázely intruze hlubokých hornin. Byla poslední událostí, která utvářela krystalinický podklad hornin Evropy.